# Borrichia frutescens
Espèce
Borrichia frutescens est une espèce de plante à fleurs appartenant à la famille des Asteraceae.